# Distretto di Naw Bahar
Il distretto di Naw Bahar è un distretto dell'Afghanistan appartenente alla provincia dello Zabol. Conta una popolazione di circa 18.300 abitanti (dati 2013).